# محمد حجت ذیجودی
محمدحجت ذیجودی (زادهٔ ۲۴ تیر ۱۳۴۶ در رشت) دستیار کارگردان، مدیر برنامه‌ریزی، فیلم‌نامه‌نویس و کارگردان اهل ایران است. او پس از دانش‌آموختگی در رشتهٔ کارگردانی فیلم از دانشکده صدا و سیما، مدتی به‌عنوان خبرنگار و منتقد سینمایی با نشریاتی چون دنیای تصویر، فیلم و سینما، روزنامهٔ ابرار و روزنامهٔ آریا همکاری کرد؛ سپس به‌عنوان منشی صحنه، دستیار کارگردان و برنامه‌ریز در سینما و تلویزیون فعالیت کرد و بعدها به کارگردانی روی آورد. وی عضو هیئت‌مدیرهٔ انجمن دستیاران کارگردان و برنامه‌ریزان است.

## فیلم‌شناسی

### کارگردانی
- سریال عمودی‌ها – شبکه سه سیما
- سریال قاب خاطره – شبکه آی‌فیلم
- سریال تلاقی – شبکه یک سیما
- مجموعهٔ تله‌تئاتر یک موقعیت، سه انتخاب – شبکه یک سیما
- اپیزودهای «گمنام» و «بازخورد» از مجموعهٔ قصه‌های تبیان
- کارگردانیِ گروه دو – سریال ماه و پلنگ – شبکه سه سیما
- کارگردانیِ گروه دو – سریال بوم و بانو – شبکه دو سیما
- فیلم همه‌چی روبراهه
- فیلم هویت مجازی
- فیلم تصادف ممنوع
- فیلم همنشین
- فیلم ملاقات
- فیلم پاسگاه اجاره‌ای

### دستیار کارگردان و برنامه‌ریز
- فیلم چشم‌هایش
- فیلم عصر روز دهم
- فیلم قلقلک
- فیلم غزال
- فیلم ملاقات
- فیلم گراناز
- فیلم فرار مرگ‌بار
- فیلم لج و لجبازی
- فیلم هم‌سفر
- سریال حلقه سبز
- سریال محاکمه
- سریال فصل زرد
- سریال نقطه‌چین
- سریال مسافر زمان
- سریال جاده‌های سبز شمالی
- سریال دردسر والدین
- سریال آژانس دوستی

### نویسندگی
- فیلم بازی اجباری
- سریال تلاقی

### برنامه‌ریز (تئاتر)
- نسیان